# كريستوف ديسبويلونز
كريستوف ديسبويلونز (20 أغسطس 1958 في كاين) (بالإنجليزية: Christophe Desbouillons)‏ لاعب كرة قدم فرنسي معتزل كان يجيد اللعب في خط الدفاع . شارك مع منتخب فرنسا في نهائيات بطولة كأس العالم للشباب تحت 20 سنة التي أقيمت في تونس 1977 حيث خرج من الدور الأول .

## روابط خارجية
- كريستوف ديسبويلونز على موقع الاتحاد الدولي (مؤرشف)  (الإنجليزية)
- كريستوف ديسبويلونز على موقع قاعدة بيانات كرة القدم.إي يو (الإنجليزية)
- كريستوف ديسبويلونز على موقع عالم كرة القدم.نت (الإنجليزية)